# Litouws Nationaal Dramatheater
Het Litouws Nationaal Dramatheater (Litouws: Lietuvos nacionalinis dramos teatras) is een theatergebouw in de Litouwse hoofdstad Vilnius en tevens de naam van de bespeler ervan. De instelling werd in 1940 opgericht en is sinds 1951 gevestigd aan de Gediminasboulevard. Sinds draagt ze 1998 haar huidige naam.
De eerste voorstelling van het theater, dat destijds Staatstheater van Vilnius (Vilniaus valstybės teatras) heette, vond op 6 oktober 1940 plaats in een gebouw aan de Jono Basanavičiaus gatvė, waarin inmiddels het Russisch Theater van Litouwen is gevestigd. Uitgevoerd werd Herman Heijermans' vissersdrama Op hoop van zegen. Dankzij deze eerste voorstelling voert het theater een scheepje als beeldmerk.
Het theater heette onder de Duitse bezetting (1941-1944) Stadstheater van Vilnius (Vilniaus miesto teatras), vanaf 1944 Staats-Dramatheater van Vilnius (Vilniaus valstybinis dramos teatras), vanaf 1947 Staats-Dramatheater van de Litouwse SSR (LTSR valstybinis dramos teatras), vanaf 1955 Staats-Academisch Dramatheater van de Litouwse SSR (LTSR valstybinis akademinis dramos teatras) en vanaf 1990 Staats-Academisch Dramatheater Litouwen (Lietuvos valstybinis akademinis dramos teatras).
Het gebouw aan de Gediminasboulevard herbergt een grote en een kleine zaal en was oorspronkelijk als film-, concert en tentoonstellingsgebouw in gebruik bij het Poolse culturele genootschap Lutnia. Het gebouw dateert uit 1910 en is ontworpen door Wacław Michniewicz (Vaclavas Michnevičius). In 1982 onderging het een ingrijpende verbouwing. Bij de ingang van het theater bevinden zich bronzen beelden van de drie theatermuzen Kalliope, Thalia en Melpomene (Stanislovas Kuzma, 1981). Dit ensemble geldt als het symbool van het theater.